# Cléty
Cléty – miejscowość i gmina we Francji, w regionie Hauts-de-France, w departamencie Pas-de-Calais.
Według danych na rok 2017 gminę zamieszkiwały 772 osoby, a gęstość zaludnienia wynosiła 130 osób/km² (wśród 1549 gmin regionu Nord-Pas-de-Calais Cléty plasuje się na 786. miejscu pod względem liczby ludności, natomiast pod względem powierzchni na miejscu 582.).